# Charles-Antoine de Hohenzollern-Sigmaringen
Charles-Antoine de Hohenzollern-Sigmaringen (en allemand, Karl-Anton Prinz von Hohenzollern-Sigmaringen), né le 7 septembre 1811 au château de Krauchenwies et mort le 2 juin 1885 à Sigmaringen, est un membre de la famille princière de Hohenzollern-Sigmaringen.

## Biographie

### Famille
Charles-Antoine est l'unique fils de Charles de Hohenzollern-Sigmaringen (1785-1853) et de la princesse Antoinette Murat (1793-1847), nièce de Joachim Murat, roi de Naples et beau-frère de Napoléon Ier.
Ses grands-parents sont le prince Antoine-Aloys et son épouse, née Amélie Zéphyrine de Salm-Kyrburg, amie de l’impératrice Joséphine, dont elle est un soutien pendant la période révolutionnaire alors que son propre frère est exécuté.

### Titulature

Charles-Antoine de Hohenzollern

Charles-Antoine devient prince souverain de Hohenzollern-Sigmaringen le 27 août 1848 lors de l'abdication de son père. Il renonce à ses droits souverains en faveur de la Prusse par le traité d'État du 7 décembre 1849. Le roi de Prusse lui confère le 20 mars 1850, pour lui et le premier né de sa maison, le titre d'Altesse avec les prérogatives réservées aux princes cadets de la maison de Prusse ; le roi de Prusse lui confère ensuite, le 18 octobre 1861, le titre d'Altesse royale.
Le 3 septembre 1869, à la mort du prince Constantin de Hohenzollern-Hechingen, dernier agnat de sa branche, Charles-Antoine devient prince (en allemand Fürst) de Hohenzollern, titre qu'il conserve jusqu'à son décès.

### Mariage
Le 21 octobre 1834, Charles-Antoine épouse à Karlsruhe la princesse Joséphine de Bade (1813-1900), filleule de l'impératrice Joséphine, fille du grand-duc Charles II et de Stéphanie de Beauharnais. D’une grande droiture et d’une grande beauté, mais affligée de surdité, elle forme avec son mari un couple uni. D’éducation protestante, la princesse se convertit plus tard au catholicisme.

### Carrière politique et environnement familial

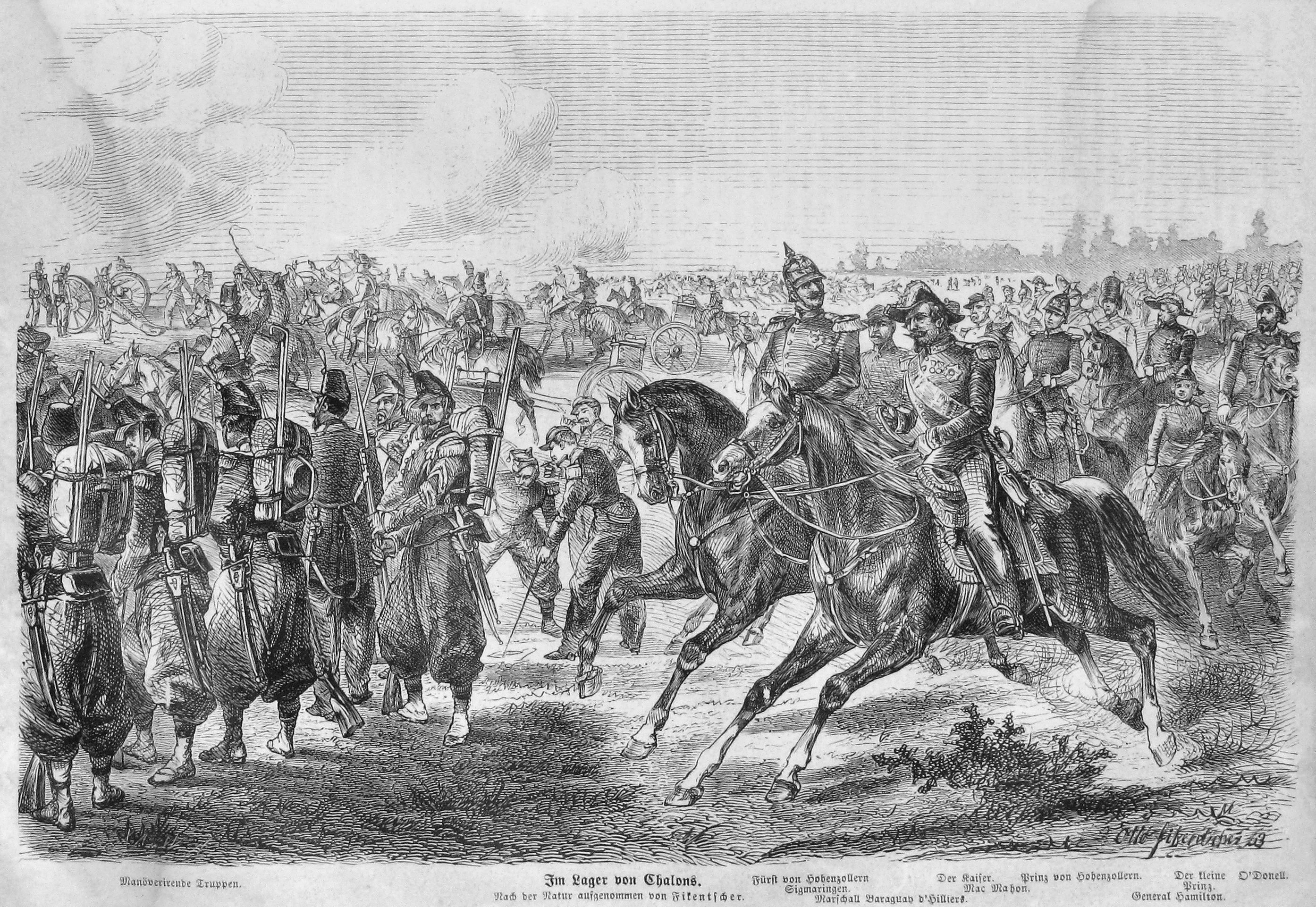
Charles-Antoine de Hohenzollern, hôte de l'empereur Napoléon III au Camp de Châlons-en-Champagne en 1863.

Le prince de Hohenzollern-Sigmaringen devient ministre-président de Prusse de 1858 à 1862 et mène une politique plutôt libérale. Confronté à l'insoluble question des crédits militaires qui oppose le roi au parlement, il doit démissionner de ses fonctions. Après avoir songé à abdiquer, le roi appelle au pouvoir le prince de Bismarck, un homme autoritaire et violent.
En 1858, avec l’appui de la reine Victoria, le prince Charles-Antoine de Hohenzollern-Sigmaringen marie sa fille Stéphanie au roi Pierre V de Portugal, mais les deux époux connaissent une fin prématurée.
En 1866, son fils cadet, Carol Ier, accède au trône de Roumanie, récemment libéré de la domination ottomane.
En 1867, sa fille Marie épouse le comte de Flandre, frère de Léopold II, roi des Belges. Elle est la mère du roi-chevalier Albert Ier.
En 1870, son fils aîné Léopold est porté candidat à la couronne d’Espagne. Son père le conduit à y renoncer devant les pressions de Napoléon III, mais les maladresses de la diplomatie française et les intrigues du chancelier prussien Bismarck entraînent les deux nations dans la guerre.

### Descendance
- Léopold (1835-1905), prince de Hohenzollern, épouse en 1861 Antonia de Portugal (1845-1913) ancêtre de l'actuel prétendant au trône de Roumanie.
- Stéphanie (1837-1859), épouse en 1858 Pierre V, roi de Portugal (1837-1861).
- Carol Ier (1839-1914), prince (1866) puis roi (1881) de Roumanie épouse en 1869 Élisabeth de Wied (1843-1916) mort sans postérité survivante.
- Antoine (1841-1866), tombé au champ d'honneur pendant la guerre austro-prussienne.
- Frédéric (1843-1904), épouse en 1879 Louise de Tour et Taxis (1859-1948), nièce de l’impératrice Élisabeth d’Autriche (Sissi).
- Marie (1845-1912), épouse en 1867 Philippe de Belgique (1837-1905), comte de Flandre. Ils sont les ancêtres des actuels roi des Belges et grand-duc de Luxembourg.

Le fils de Charles Antoine de Hohenzollern-Sigmaringen, Charles Ier de Roumanie fonde la Maison royale de Roumanie dont le dernier représentant est Michel Ier.

## Généalogie

### Lignée
Charles-Antoine de Hohenzollern-Sigmaringen appartient à la lignée de Hohenzollern-Sigmaringen issue de la quatrième branche, elle-même issue de la première branche de la Maison de Hohenzollern. Cette lignée appartient à la branche souabe de la dynastie de Hohenzollern. Elle donna des rois à la Roumanie. Charles-Antoine de Hohenzollern-Sigmaringen a pour ancêtre Bouchard Ier, comte de Zollern, et il est l'ascendant de Michel Ier de Roumanie.

### Ascendance
|  |                                                             |  |  |  |  |  |  |  |  |  |  |  |  |
|  | 8. Charles-Frédéric de Hohenzollern-Sigmaringen (1724-1785) |  |  |  |  |  |  |  |  |  |  |  |  |
|  |                                                             |  |  |  |  |  |  |  |  |  |  |  |  |
|  |                                                             |  |  |  |  |  |  |  |  |  |  |  |  |
|  | 4. Antoine Aloys de Hohenzollern-Sigmaringen                |  |  |  |  |  |  |  |  |  |  |  |  |
|  |                                                             |  |  |  |  |  |  |  |  |  |  |  |  |
|  |                                                             |  |  |  |  |  |  |  |  |  |  |  |  |
|  | 9. Jeanne de Hohenzollern-Berg                              |  |  |  |  |  |  |  |  |  |  |  |  |
|  |                                                             |  |  |  |  |  |  |  |  |  |  |  |  |
|  |                                                             |  |  |  |  |  |  |  |  |  |  |  |  |
|  | 2. Charles de Hohenzollern-Sigmaringen (1785-1853)          |  |  |  |  |  |  |  |  |  |  |  |  |
|  |                                                             |  |  |  |  |  |  |  |  |  |  |  |  |
|  |                                                             |  |  |  |  |  |  |  |  |  |  |  |  |
|  | 10. Philippe de Salm-Kyrbourg                               |  |  |  |  |  |  |  |  |  |  |  |  |
|  |                                                             |  |  |  |  |  |  |  |  |  |  |  |  |
|  |                                                             |  |  |  |  |  |  |  |  |  |  |  |  |
|  | 5. Amélie Zéphyrine de Salm-Kyrbourg                        |  |  |  |  |  |  |  |  |  |  |  |  |
|  |                                                             |  |  |  |  |  |  |  |  |  |  |  |  |
|  |                                                             |  |  |  |  |  |  |  |  |  |  |  |  |
|  | 11. Marie-Thérèse de Hornes et Overisque                    |  |  |  |  |  |  |  |  |  |  |  |  |
|  |                                                             |  |  |  |  |  |  |  |  |  |  |  |  |
|  |                                                             |  |  |  |  |  |  |  |  |  |  |  |  |
|  | 1. Charles-Antoine de Hohenzollern-Sigmaringen              |  |  |  |  |  |  |  |  |  |  |  |  |
|  |                                                             |  |  |  |  |  |  |  |  |  |  |  |  |
|  |                                                             |  |  |  |  |  |  |  |  |  |  |  |  |
|  | 12. Pierre Murat-Jordy                                      |  |  |  |  |  |  |  |  |  |  |  |  |
|  |                                                             |  |  |  |  |  |  |  |  |  |  |  |  |
|  |                                                             |  |  |  |  |  |  |  |  |  |  |  |  |
|  | 6. Pierre Murat                                             |  |  |  |  |  |  |  |  |  |  |  |  |
|  |                                                             |  |  |  |  |  |  |  |  |  |  |  |  |
|  |                                                             |  |  |  |  |  |  |  |  |  |  |  |  |
|  | 13. Jeanne Loubières                                        |  |  |  |  |  |  |  |  |  |  |  |  |
|  |                                                             |  |  |  |  |  |  |  |  |  |  |  |  |
|  |                                                             |  |  |  |  |  |  |  |  |  |  |  |  |
|  | 3. Antoinette Murat                                         |  |  |  |  |  |  |  |  |  |  |  |  |
|  |                                                             |  |  |  |  |  |  |  |  |  |  |  |  |
|  |                                                             |  |  |  |  |  |  |  |  |  |  |  |  |
|  | 14. Aymeric Dastorg                                         |  |  |  |  |  |  |  |  |  |  |  |  |
|  |                                                             |  |  |  |  |  |  |  |  |  |  |  |  |
|  |                                                             |  |  |  |  |  |  |  |  |  |  |  |  |
|  | 7. Louise Dastorg                                           |  |  |  |  |  |  |  |  |  |  |  |  |
|  |                                                             |  |  |  |  |  |  |  |  |  |  |  |  |
|  |                                                             |  |  |  |  |  |  |  |  |  |  |  |  |
|  | 15. Marie Alanyou                                           |  |  |  |  |  |  |  |  |  |  |  |  |
|  |                                                             |  |  |  |  |  |  |  |  |  |  |  |  |
|  |                                                             |  |  |  |  |  |  |  |  |  |  |  |  |

## Honneurs
Charles-Antoine de Hohenzollern est, avec Constantin de Hohenzollern-Hechingen, le cofondateur de :
- Ordre de Hohenzollern (5 décembre 1841).

Charles-Antoine est décoré de : 
- Grand-croix de l'ordre d'Albert l'Ours (Anhalt) (17 avril 1860).
- 982e Chevalier de l'ordre de la Toison d'or d'Autriche (1860).
- Grand-croix de l'ordre de Saint-Étienne (Autriche, 1859).
- Croix du Mérite militaire (Autriche) avec décoration de guerre.
- Grand-croix de l'ordre impérial de Léopold (Autriche) (1853).
- Chevalier de l'ordre de la Fidélité (Bade) (1831).
- Grand-croix de l'ordre du Lion de Zaeringen (Bade, 1834).
- Chevalier de l'ordre de Saint-Hubert (Bavière) (1858).
- Grand-cordon de l’ordre de Léopold (Belgique) (30 juin 1869).
- Grand-croix de l'ordre de la Croix du Sud (Brésil).
- Grand-croix avec collier de l'ordre royal et distingué de Charles III d'Espagne (8 février 1882).
- Grand-croix de la Légion d'honneur de France (28 juin 1860).
- Grand-croix de l'ordre du Sauveur (Grèce).
- Grand-croix de l'ordre de Louis Ier de Hesse (25 décembre 1868).
- Grand commandeur de l'ordre royal de la Maison de Hohenzollern (1851, avec étoile le 18 octobre 1861).
- Grand-croix de l'ordre de Saint-Charles (Monaco).
- Grand-croix de l'ordre de Pierre-Frédéric-Louis d'Oldenbourg (grand-duché d'Oldenbourg) (18 septembre 1861).
- Grand-croix de l'ordre de la Tour et de l'Épée (Portugal).
- Chevalier avec collier de l'ordre de l'Aigle noir (Prusse) (24 janvier 1832, avec collier 1851).
- Chevalier de 1re classe de l'ordre de l'Aigle rouge (Prusse) (avec feuilles de chêne 18 octobre 1861, avec épées 1864).
- Pour le Mérite (Prusse) (20 septembre 1866).
- Croix de Service militaire (Prusse).
- Grand-croix de l'ordre de l'Étoile de Roumanie.
- Grand-croix de l'ordre de la Couronne (Roumanie).
- Chevalier de l'ordre de Saint-André (Russie).
- Chevalier de l'ordre de Saint-Alexandre Nevski (Russie).
- Chevalier de l'ordre de l'Aigle blanc (Russie).
- Chevalier 1re classe de l'ordre de Sainte-Anne (Russie).
- Chevalier de 1re Classe de l'ordre de Saint-Stanislas (Russie).
- Grand-croix de l'ordre de la Couronne de Rue (Saxe).
- Grand-croix de l'ordre de la Maison ernestine de Saxe (duché de Saxe-Cobourg et Gotha) (mai 1835).
- Grand-croix de l'ordre du Faucon blanc (Saxe-Weimar) (1er mars 1858).
- Chevalier de l'ordre des Séraphins (Suède, 24 février 1864).
- Grand-croix de l'ordre de la Couronne de Wurtemberg (1845).
- Grand-croix de l'ordre de Frédéric (Wurtemberg, 1832).